# Hiéroglyphe égyptien G51
L'aigrette pêchant un poisson, en hiéroglyphes égyptiens, est classifiée dans la section G « Oiseaux » de la liste de Gardiner ; cet hiéroglyphe y est noté G51. 

## Représentation
Il représente peut être une aigrette pêchant un poisson représenté sous ses patte.

## Utilisation
| M16 | A | m | G51 | D40 |

| M16 | A | m | G51 | D40 |